# ズィンチツァ
ズィンチツァ(Žinčica)は、羊乳の乳清から作るケフィアに似た飲み物で、スロバキアやポーランドで飲まれる。チーズの一種ブリンザを作る際の副産物である。
発酵に用いる乳酸菌は、Lactobacillus casei、Lactobacillus plantarum、Lactococcus lactis及びLeuconostoc mesenteroidesである。
伝統的に、取っ手の部分に羊飼いの風景を彫った木製のカップであるčrpákに入れて飲む。ブリンゾベー・ハルシュキは、通常、ズィンチツァとともに提供される。
語源は、ルーマニア語のjîntițaで、これは、ヴラフ人の羊飼いによって水の代わりに運ばれた飲み物を意味する。